# Metallurgstadion (Alaverdi)
Het Metallurgstadion is een voetbalstadion in de Armeense stad Alaverdi. In het stadion speelde Debed FC haar thuiswedstrijden, tegenwoordig is er geen vaste bespeler.